# Chris Jones (cestista 1993)
Christopher James Jones Jr., detto Chris (Garland, 14 aprile 1993), è un cestista statunitense naturalizzato armeno.

## Statistiche

### Eurolega
| Anno      | Squadra          | PG  | PT | MP   | TC%  | 3P%  | TL%  | RP  | AP  | PRP | SP  | PP   |
| --------- | ---------------- | --- | -- | ---- | ---- | ---- | ---- | --- | --- | --- | --- | ---- |
| 2020-2021 | Maccabi Tel Aviv | 34  | 7  | 17,5 | 47,8 | 36,2 | 75,0 | 1,8 | 2,8 | 0,9 | 0,1 | 7,0  |
| 2021-2022 | ASVEL            | 31  | 31 | 27,5 | 49,8 | 39,0 | 82,1 | 3,2 | 3,6 | 1,5 | 0,1 | 13,1 |
| 2022-2023 | Valencia         | 28  | 25 | 22,9 | 47,9 | 34,3 | 89,5 | 2,1 | 4,3 | 1,1 | 0,0 | 13,4 |
| 2023-2024 | Valencia         | 33  | 32 | 25,8 | 47,0 | 45,5 | 80,9 | 2,1 | 4,2 | 1,2 | 0,0 | 12,7 |
| Carriera  | Carriera         | 126 | 95 | 23,3 | 48,1 | 39,2 | 83,2 | 2,3 | 3,7 | 1,2 | 0,0 | 11,4 |

## Palmarès
- Campionato israeliano: 1

Maccabi Tel Aviv: 2020-2021
- Campionato francese: 1

ASVEL: 2021-2022
- Coppa di Israele: 1

Maccabi Tel Aviv: 2020-2021
- Coppa di Lega israeliana: 1

Maccabi Tel Aviv: 2020